# Antonio Inoki
Muhammad Hussain Inoki (geboren als Kanji Inoki (Japans: 猪木寛至, Inoki Kanji) (Yokohama, 20 februari 1943 – Tokio, 1 oktober 2022), beter bekend als Antonio Inoki, was een Japans professioneel worstelaar, MMA-vechter, politicus en promotor van professioneel worstelen. Hij was verantwoordelijk voor de oprichting van de grootste worstelbedrijf in Japan, New Japan Pro Wrestling (NJPW) en Inoki Genome Federation (IGF).
Inoki was een twaalfvoudig wereldkampioen in het professioneel worstelen, met name als de allereerste IWGP Heavyweight Champion, eerste Aziatische WWF Heavyweight Champion en de allereerste WWF World Martial Arts Heavyweight Champion.
In 1976 namen Inoki en olympisch kampioen judo Wim Ruska het tweemaal tegen elkaar op tijdens showworstelwedstrijden. De eerste ontmoeting vond plaats op 6 februari 1976 in de Nippon Budohkan, tweede op 9 december 1976 in de Kuramae Kokugikan.
Inoki overleed op 1 oktober 2022 op 79-jarige leeftijd aan hartfalen.

## In worstelen
- Finishers
  - Bridging fallaway slam
  - Enzuigiri
  - Manji-Gatame
  - Sleeper hold

- Signature moves
  - Bare knuckled punches
  - Cross armbreaker
  - Diving knee drop
  - Indian deathlock
  - Seated armbar
  - Slap

## Erelijst
- Cauliflower Alley Club
  - Lou Thesz Award (2004)

- Japan Wrestling Association
  - NWA International Tag Team Championship (4 keer met Shohei Baba)
  - JWA All Asia Tag Team Championship (3 keer; 2x met Michiaki Yoshimura en 1x met Kintaro Ohki)
  - JWA 11th Annual League

- National Wrestling Federation
  - NWF Heavyweight Championship (4 keer)

- New Japan Pro Wrestling
  - IWGP Heavyweight Championship (1 keer)
  - NWA North American Tag Team Championship (1 keer Seiji Sakaguchi)
  - WWF World Martial Arts Heavyweight Championship (1 keer)
  - NJPW IWGP League (1984, 1986)
  - NJPW Japan Cup Tag Team League (1986) met Yoshiaki Fujiwara
  - NJPW MSG League (1978–1981)
  - NJPW MSG Tag League (1980) met Bob Backlund
  - NJPW MSG Tag League (1982) met Hulk Hogan
  - NJPW MSG Tag League (1983) met Hulk Hogan
  - NJPW MSG Tag League (1984) met Tatsumi Fujinami
  - NJPW World League (1974, 1975)

- NWA Big Time Wrestling
  - NWA Texas Heavyweight Championship (1 keer)
  - NWA World Tag Team Championship (1 keer met Duke Keomuka)

- NWA Hollywood Wrestling
  - NWA North American Tag Team Championship (1 keer met Seiji Sakaguchi)
  - NWA United National Championship (1 keer)

- NWA Mid-America
  - NWA World Tag Team Championship (1 keer met Hiro Matsuda)

- Professional Wrestling Hall of Fame and Museum
  - Class of 2009 (International)

- World Championship Wrestling
  - WCW Hall of Fame (Class of 1995)

- World Wide Wrestling Federation / World Wrestling Entertainment
  - WWWF World Martial Arts Heavyweight Championship (2 keer)
  - WWE Hall of Fame (Class of 2010)

- Universal Wrestling Association
  - UWA World Heavyweight Championship (1 keer)

- Wrestling Observer Newsletter Award
  - Promoter of the Year (2001)
  - Wrestling Observer Newsletter Hall of Fame (Class of 1996)

- CiNii: DA05402759
- International Standard Name Identifier: 0000 0000 5121 1992
- Library of Congress Control Number: nr91026731
- MusicBrainz: f50e80df-4cde-4a99-b850-cdda2a6ba377
- Bibliotheek van het Japanse parlement: 00098948
- Virtual International Authority File: 258962556
- WorldCat: E39PBJtWYrTFd6fKfVrPCPk4bd